# Rezolucija Vijeća sigurnosti UN-a 1061
Rezolucijom Vijeća sigurnosti UN-a 1061, jednoglasno usvojenom 14. lipnja 1996., nakon pozivanja na sve rezolucije o situaciji u Tadžikistanu i na afganistansko-tadžikistanskoj granici, Vijeće je produžilo mandat Promatračke misije Ujedinjenih naroda u Tadžikistanu (UNMOT) do 15. prosinca. 1996. i bavio se naporima za okončanje sukoba u zemlji.
Postojala je zabrinutost zbog pogoršanja situacije u Tadžikistanu, a Vijeće sigurnosti je naglasilo potrebu da dotične strane poštuju svoje sporazume. Situacija bi se mogla riješiti samo političkim sredstvima između Vlade Tadžikistana i Ujedinjene tadžikistanske oporbe i njihova je primarna odgovornost bila da to učine. U rezoluciji je također naglašena neprihvatljivost neprijateljskih postupaka na granici s Afganistanom.
Strane su pozvane da prekinu neprijateljstva i poštuju Teheranski sporazum, snažno pozivajući na produženje prekida vatre tijekom međutadžikistanskih pregovora. Mandat UNMOT-a produljen je do 15. prosinca 1996. pod uvjetom da Teheranski sporazum i prekid vatre ostanu na snazi. Uloga Ujedinjenih naroda u zemlji bila bi preispitana ako ne bi bilo izgleda za mir tijekom mandatnog razdoblja. 
Svaka tri mjeseca od glavnog tajnika zatraženo je izvješće o provedbi Teheranskog sporazuma i napretku i radu UNMOT-a. Konačno, sve su zemlje pozvane da pruže humanitarnu pomoć Tadžikistanu putem dobrovoljnog fonda uspostavljenog Rezolucijom 968 (1994.).

## Vanjske poveznice
- Text of the Resolution at undocs.org